# 圣伯多禄圣殿与修院 (利马)

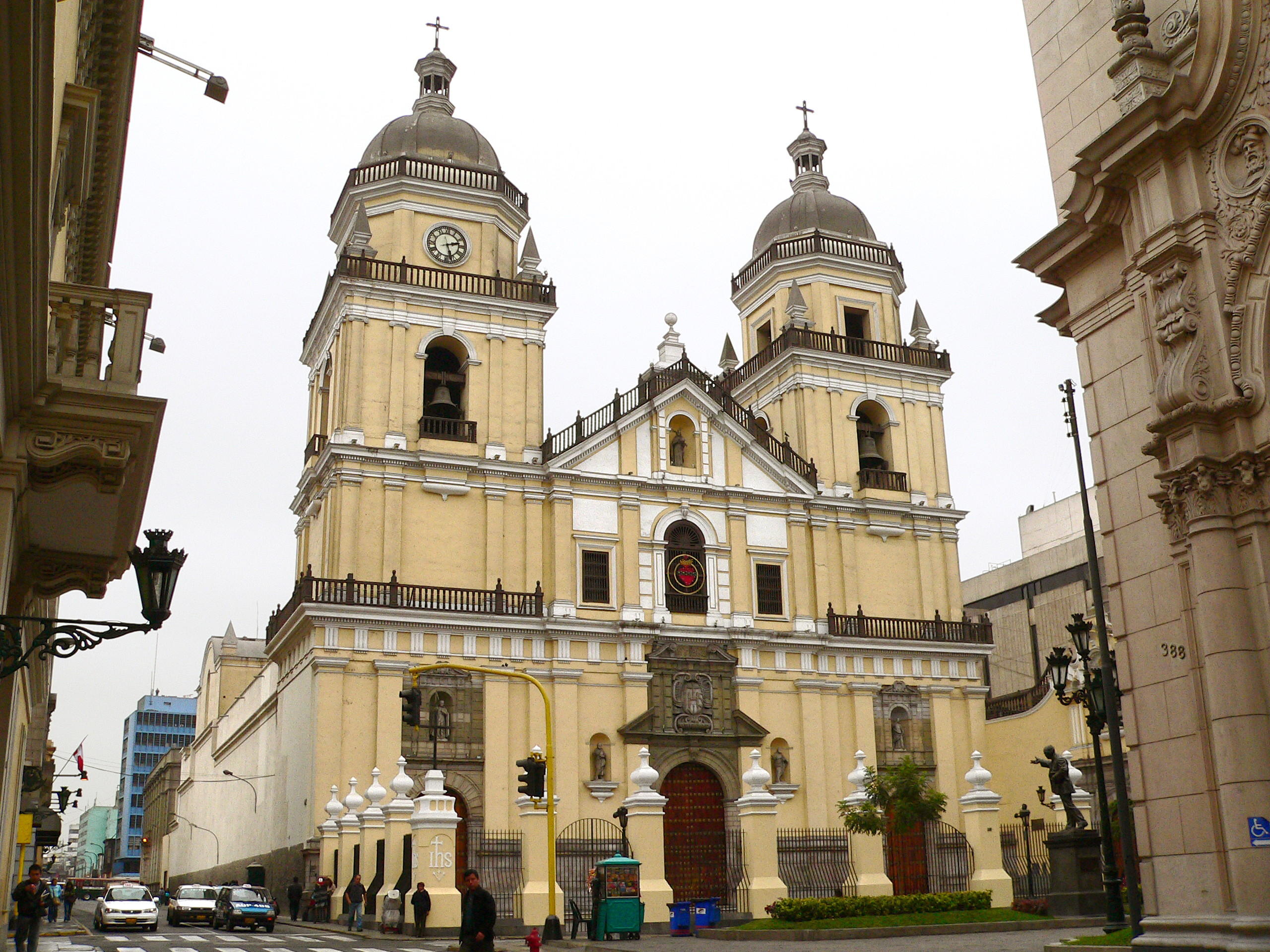
圣伯多禄圣殿

圣伯多禄圣殿与修院（Basílica y convento de San Pedro）是一座罗马天主教的宗座圣殿与修院，位于秘鲁利马。

## 历史
它建于1638年，由耶稣会管理，属于天主教利马总教区。
圣伯多禄圣殿与修院为利马历史中心的一部分，1991年被列为世界遗产。